# Ludersdorf-Wilfersdorf
Ludersdorf-Wilfersdorf é um município da Áustria, situado no distrito de Weiz, no estado da Estíria. Tem 12,81 km² de área e sua população em 2019 foi estimada em 2.456 habitantes.